# Трускавецький планетарій
Трускавецький планетарій— планетарій, відкритий 1969 року у приміщенні колишнього костелу Вознесіння Пресвятої Діви Марії, збудованому у 1859 році. Розформовано планетарій у 1990 році.

## Історія
Цей невеличкий костел має складну історію. Вона тісно переплетена з історією курорту. Дата заснування також спільна — 1827 рік. Для шляхти, засновників курорту, костел був духовним центром, місцем для відпочинку та спілкування з Богом.

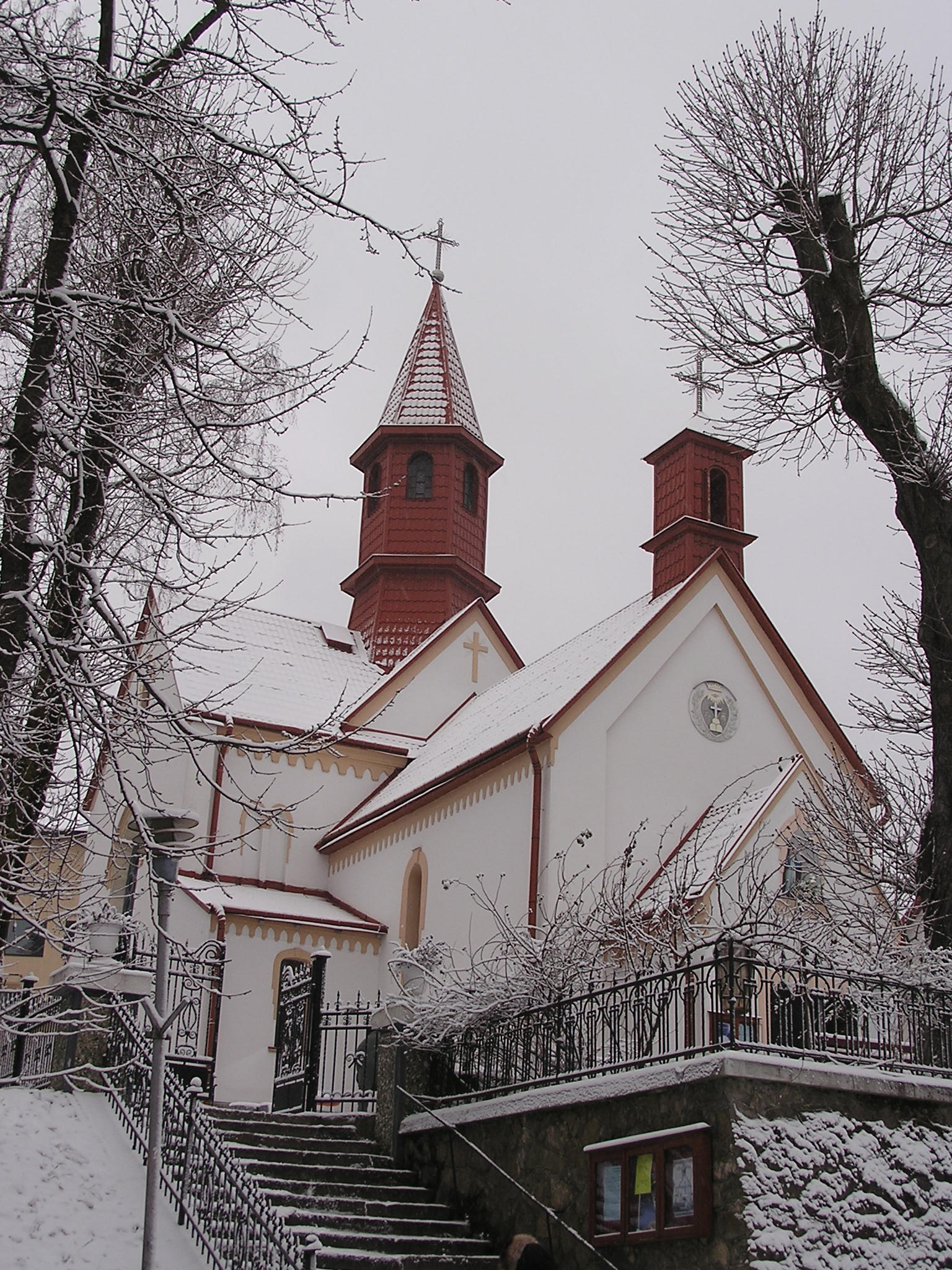
Костел Вознесіння Пресвятої Діви Марії

За розповіддю Станіслава Чаплі, спочатку це була невеличка капличка на 30-40 чоловік, а в 1859 році на її місці збудовано костел. Його будувала вже нова меценатська група паралельно з розбудовою курорту. Перша споруда була без вівтарної частини та колон, мала таку-сяку підлогу, тому для будівництва костелу з дотриманням усіх канонів зі Львова запросили архітектора на прізвище Чайка. Добудований костел освятили в 1914 році.
Проте двері нового костелу Трускавця були відчиненими недовго: почалася Перша світова війна, вона знищила споруду усередині, горіла стеля та покрівля. Після відходу лінії фронту за межі Трускавця костел активно відроджують, тут з новою силою вирує життя. Щораз нові меценати дають кошти на оздоблення костелу, дарують картини, серед них — полотна відомих художників. Тоді ж було куплено орган, його виготовили у польському місті Познані. 
1915-1939 роки — період найактивнішого духовного життя при Трускавецькому костелі. Та з приходом радянської влади воно вимушено послабилося. 
У 1948 році костел закрили, а у його приміщенні влаштували склад мінеральних добрив. Усі духовні й мистецькі цінності зникли, йшла руйнація самої споруди. 
У 1952 році у Трускавці почалася розбудова курорту радянського штибу, і в приміщенні костелу влаштували музей атеїзму.
Згодом, з 1969 р. тут був планетарій. У 60-х роках ніхто й гадки не мав, що це духовна споруда. Про її первісне призначення ніщо не нагадувало: вікна були замальовані, купола не було, внутрішні оздоби грубо заштукатурені. 
Останнім директором Трускавецького планетарію була Надія Кайданова. Планетарна установка з Трускавецького планетарію була демонтована та передана у Львівський військовий інститут, де вона досі й знаходиться у розібраному стані.
Після розвалу Союзу храм освятили, й тут почали проводитися богослужіння. Перша Служба Божа відбулася на сходах діючого ще музею. Це був уже 1991 рік.